# 北海道奈井江商業高等学校
北海道奈井江商業高等学校（ほっかいどうないえしょうぎょうこうとうがっこう、Hokkaido Naie Commercial High School）は、北海道空知郡奈井江町にある公立（道立）の高等学校。略称は奈商。2026年度（令和8年度）に募集停止となる。

## 沿革
- 1951年
  - 4月1日 - 北海道砂川南高等学校奈井江分校として開校[2]、定時制課程普通科1学級[3]
  - 10月1日 - 定時制課程農業科1学級募集[3]
- 1952年
  - 4月1日 - 奈井江町立奈井江高等学校として独立[2]（定時制課程普通科1学級・農業科1学級）[3]
- 1955年
  - 4月1日 - 全日制課程普通科2学級編成[3]
- 1959年
  - 4月1日 - 道立移管[2][3]
- 1961年
  - 2月22日 - 定時制課程農業科閉科[3]
- 1962年
  - 4月1日 - 全日制課程商業科設置1学級編成[3]
- 1963年
  - 4月1日 - 全日制課程普通科1学級増[3]
- 1964年
  - 4月1日 - 全日制課程普通科3学級、商業科2学級編成[3]
- 1966年
  - 3月31日 - 定時制課程閉課[3]
- 1968年
  - 4月1日 - 全日制課程普通科1学級減[3]
- 1969年
  - 4月1日 - 全日制課程普通科募集停止、全日制課程事務科2学級編成、同商業科2学級新設[3]
- 1971年
  - 4月1日 - 北海道奈井江商業高等学校と校名変更[2][3]、事務科を情報処理科に科名変更[3]
- 1982年
  - 4月1日 - 情報処理科1学級減[3]
- 1994年
  - 4月1日 - 商業科1学級減[3]
- 2017年
  - 3月31日 - 全日制課程商業科閉科[3]

## 学科
- 情報処理科